# Rasiermesser-Quartett
Das Rasiermesser-Quartett (Hob. III:61) ist ein Streichquartett in f-Moll von Joseph Haydn (1732–1809). Es trägt die Opuszahl 55 Nr. 2. Seinen Beinamen erhielt es nach einer Episode um Rasiermesser bei einem Besuch des englischen Musikmanagers John Bland (um 1750 – um 1840) bei Haydn.

## Einordnung
Das Quartett ist das fünfte der sechs Streichquartette Haydns unter den Opuszahlen 54 und 55 (Hob. III:57–62), die 1788 entstanden sind. Er schrieb sie für den zweiten Konzertmeister seiner Esterházy’schen Hofkapelle, den späteren Wiener Kaufmann Johann Tost (1759–1831). Die sechs Quartette werden deshalb auch als Tost-Quartette bezeichnet. Tost verkaufte die Quartette an Verleger sowohl in Wien als auch in Paris.

## Die Musik
Die Satzbezeichnungen lauten
1. Andante o piú tosto allegretto
2. Allegro
3. Menuetto: Allegretto
4. Finale: Presto

Statt des üblichen Allegro wird für den ersten Satz ein Andante oder eher Allegretto vorgesehen. Dem Hauptthema in f-Moll wird ein zweites Thema in F-Dur gegenübergestellt und in Form von Doppelvariationen verarbeitet. Das Allegro wirkt ernst und finster. Hier, wie im gesamten Quartett, wird die Gegenüberstellung von Dur und Moll weitergeführt.
Musikalische Bezüge zum Beinamen des Werks sind selbstredend nicht enthalten, da die Kompositionszeit vor der Namensfindung lag und rein alltägliche Gründe für die Namensgebung vorlagen (siehe das Folgende).

## Die Anekdote

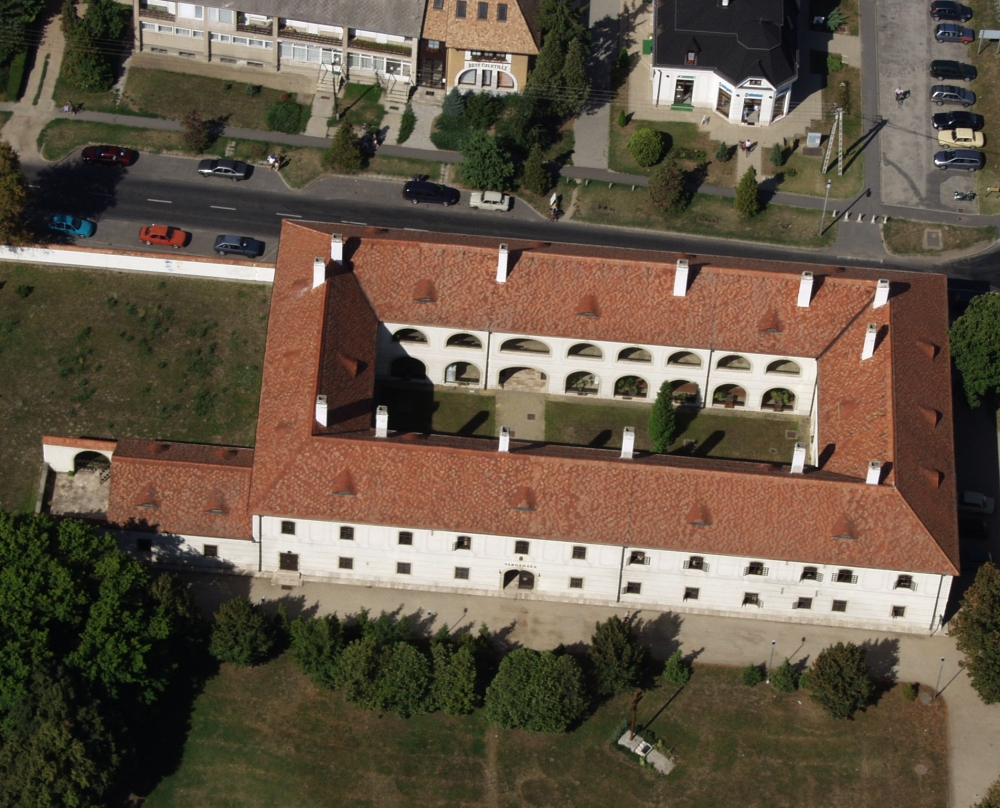
Das ehemalige Musikerhaus in Esterháza, in dem auch Haydn wohnte

Im November 1789, als Joseph Haydn nach einer langen Saison mit seiner Hofkapelle noch an der Sommerresidenz des Fürsten Nikolaus I. Esterházy in Esterháza weilte, besuchte ihn unerwartet der englische Musikverleger und Konzertveranstalter John Bland. Haydn, der gerade mit seiner Rasur beschäftigt war, schimpfte auf die Qualität seines Rasiermessers und meinte, er gäbe viel für ein gutes englisches. Bland holte daraufhin aus seinem Quartier im Gasthof auf der gegenüberliegenden Straßenseite seine eigenen Rasiermesser, für die er von Haydn die Noten eines Streichquartetts (möglicherweise ohne Verlagsrechte) erhielt, für das sich später die Bezeichnung Rasiermesser-Quartett (englisch The Razor) einbürgerte.
Diese Begebenheit wurde 1838 von William Gardiner (1770–1853) in seinem Buch Music and Friends or Pleasant Recollections of a Dilettante beschrieben und vom Geschäftsnachfolger John Blands, Charles Henry Purday (1799–1885), im Augustheft 1880 der englischen Zeitschrift The Leisure Hour gemäß der Aussage Blands bestätigt.